# Bek (cràter)
Bek és un cràter d'impacte en el planeta Mercuri de 32 km de diàmetre. Porta el nom de l'escultor de l'antic Egipte Bek (~1340 aC), i el seu nom va ser aprovat per la Unió Astronòmica Internacional el 2010.